# Биртабан
Биртабан (каз. Біртабан) — упразднённое село в Коргалжынском районе Акмолинской области Казахстана. Упразднено в 2019 г. Входило в состав Коргалжынского сельского округа. Код КАТО — 116030300.
Высота над уровнем моря — 308 м.

## Население
В 1999 году население села составляло 144 человека (75 мужчин и 69 женщин). По данным переписи 2009 года, в селе проживали 23 человека (12 мужчин и 11 женщин).